# 英明フロンティア中学校・高等学校
英明フロンティア中学校・高等学校（えいめいフロンティアちゅうがっこう・こうとうがっこう）は、東京都練馬区関町北四丁目に所在し、中高一貫教育を提供する男女共学の私立中学校・高等学校。
2025年度から高等学校で男女共学になった。2026年度から中学校でも男女共学になる予定である。

## 概要
高等学校において、ごく少数の中学校から入学した内部進学の生徒と高等学校から入学した外部進学の生徒との間では、第1学年から混合してクラスを編成する併設型中高一貫校である。
女性としての品質を重んじる校風で、授業の開始終了の挨拶は「ごきげんよう」という。登下校時は校舎に向かって一礼させるなど厳しい躾を指導している。また、校内清掃の際は、黒と白のチェックのエプロンを着用する。

## 沿革
（この節の出典）
- 1936年3月28日 - 芙蓉女学校、創立。
- 1937年 - 校旗・校歌制定（作詞：高田三九三、作曲：岡本敏明）。
- 1946年 - 芙蓉高等女学校、文部大臣より認可。
- 1947年 - 芙蓉中学校、文部大臣より認可。学制改革にともない芙蓉中学校・高等学校と改称。
- 1949年 - 東京女子学院中学校・高等学校と改称。
- 1960年 - 設立25周年を記念して新校歌制定（作詞：藪田義雄、作曲：山田耕筰）。
- 1986年 - 創立50周年記念式典を挙行。
- 2018年 - 制服を改定（制服節を参照）。
- 2025年 - 高等学校が男女共学化し、英明フロンティア高等学校・中学校と改称。
- 2026年（予定） - 中学校が男女共学化。

## 部活動
（この節の出典）
全員参加を原則とし、体験入部の後、自分の好きなクラブに入部することができる。

### 運動部
- バレーボール部
- 弓道部
- バドミントン部
- バスケットボール部
- 硬式テニス部
- ダンス部
- 水泳部（水球・競泳）
- ソフトボール部
- フィギュアスケート部
- 卓球部
- 合気道部
- スキー部

### 文化部
- 管弦楽部
- 美術部
- 合唱部
- 文芸部
- 英語部
- 漫画研究部
- 写真部
- 茶道部
- 華道部
- 家庭科部
- インターアクト部
- サイエンスラボ部
- MIRAIBU

## 制服
（この節の出典）
2018年度入学生から中高ともブレザーに変更した。2024年度からスラックスを採用した。
それ以前は中高とも夏は白、冬は黒のセーラー服で、白の三つ折りソックスを指定としていた。スカーフは、過去の校名でもある芙蓉の葉の織り柄のサテン生地で出来ていた。冬服には、重着する千鳥模様のジャケットがあった。また、薄いピンクの開襟シャツとグレーのキュロットが校内着として用意されていた。

## 生徒数
1980年代は概ね（高校の）1学年250名以上の生徒数がいたが、校長の塾との結びつきを否定する姿勢などもあり、一時生徒数が1学年20数名まで落ち込んだ。現在は塾対象の学校説明会も開催している。

## 主な出身者
- 楠トシエ - 歌手、女優、声優
- 塩沢槙 - 作家、写真家
- 荒牧聖未 - 女子競輪選手、元アイスホッケー選手。高校のみ
- 髙木謠（在学中） - フィギュアスケート選手[11]

## 交通
出典 : 
電車
- 西武新宿線武蔵関駅 徒歩3分

バス
| 運行事業者 | 乗車駅   | 系統                         | 下車停留所                |
| ---------- | -------- | ---------------------------- | ------------------------- |
| 関東バス   | 三鷹駅   | 鷹02                         | 「武蔵関駅」、徒歩3分     |
| 関東バス   | 荻窪駅   | 荻32                         | 「武蔵関駅」、徒歩3分     |
| 西武バス   | 吉祥寺駅 | 吉61/吉61-1/吉62/吉62-1/吉66 | 「武蔵関駅入口」、徒歩3分 |